# Lerista lineata
Lerista lineata — вид сцинкоподібних ящірок родини сцинкових (Scincidae). Ендемік Австралії.

## Поширення і екологія
Lerista lineata мешкають на західному узбережжі Західній Австралії, від Перта до Мандури, зокрема на островах Роттнест і Гарден. Вони живуть на прибережних пустищах і прибережних дюнах, в чагарникових заростях і рідколіссях, трапляються в садах поблизу людських поселень. Відкладають яйця, в кладці 2-3 яйця.

## Збереження
МСОП класифікує цей вид як такий, що перебуває під загрозою зникнення. Lerista lineata загрожує знищення природного середовища.